# وسام الاستحقاق (مصر)
وسام الاستحقاق هو وسام الاستحقاق المصري.

## تاريخ
تم تأسيس وسام الاستحقاق من قبل الوصي على العرش نيابة عن الملك أحمد فؤاد في عام 1953 كجائزة عامة للخدمة الجليلة.

## الوصف

### الرصيعـة (القطعة الكبرى)
هي نجمة مفضضة خماسية الشكل متداخلة مع نجمة أخرى مذهبة خماسية الشكل يتوسطهن نجمة خماسية الشكل مطعمة بالميناء الزرقاء والبيضاء والنقوش المذهبة، وتعلوها دائرة مغطاة بميناء زرقاء كتبت في وسطها كلمة (الاستحقاق)، وتحدها دائرة محببة مذهبة، وأعلى الرصيعة مثبت النسر.

### الوسـام (القطعة الصغرى)
الوسام مماثل للرصيعة ولكن بحجم أصغر، والنسر الذي يعلوه متصل بالوسام بحلقة، والوسام مماثل لوسام الطبقة الثالثة.
الطبقة الأولى: الوشاح الأكبر (قطعتان) الكبرى الرصيعة والصغرى الوسام، والوسام مماثل للرصيعة ولكن بحجم أصغر وحجم الوسام هو نفس حجم وسام الطبقة الثالثة، والنسر الذي يعلوه متصل بالوسام بحلقة.
الطبقة الثانية: (قطعتان) الكبرى الرصيعة وهي مماثلة لرصيعة الطبقة الأولى ولكن بحجم أصغر، والصغرى الوسام وهو بنفس حجم القطعة الصغرى في الطبقة الأولى ووسام الطبقة الثالثة، والنسر الذي يعلوه متصل بالوسام بحلقة.
الطبقة الثالثة: (قطعة واحدة) وهي الوسام وهو مماثل للقطعة الصغرى في الطبقة الأولى والثانية، والنسر الذي يعلوه متصل بالوسام بحلقة.
الطبقة الرابعة: (قطعة واحدة) وهي الوسام وهو مماثل لوسام الطبقة الثالثة ولكن بحجم أصغر، والنسر الذي يعلوه متصل بالوسام بحلقة.
الطبقة الخامسة: (قطعة واحدة) وهي الوسام وهو مماثل لوسام الطبقة الرابعة ولكن بحجم أصغر، والنسر الذي يعلوه متصل بالوسام بحلقة.

## الطبقات
الطبقة الأولى والثانية: يتكون الوسام من قطعتين الكبرى الرصيعة والصغرى الوسام.
الطبقة الثالثة والرابعة والخامسة: يتكون الوسام من قطعة واحدة.
يتكون الترتيب من فئات الجدارة التالية:
- الدرجة الأولى - جراند كوردون
- الدرجة الثاني
- الدرجة الثالثة
- الدرجة الرابعة
- الدرجة الخامسة

| أشرطة الشريط  | أشرطة الشريط  | أشرطة الشريط   | أشرطة الشريط   | أشرطة الشريط   | أشرطة الشريط |
| ------------- | ------------- | -------------- | -------------- | -------------- | ------------ |
| الدرجة الأولى | الدرجة الثاني | الدرجة الثالثة | الدرجة الرابعة | الدرجة الخامسة |              |

## شارة
الشريط أحمر مع خطوط ضيقة بيضاء وحواف سوداء.

## وصلات خارجية
- مؤشر الميداليات العالمية، جمهورية مصر: وسام الجمهورية